# Leon Spinks
Leon Spinks (11. července 1953, St. Louis, Missouri – 5. února 2021, Henderson, Nevada) byl americký boxer.
Sloužil u námořní pěchoty, jako amatér byl mistrem USA v polotěžké váze, získal bronzovou medaili na mistrovství světa amatérů v boxu 1974, stříbrnou na Panamerických hrách 1975 a zlato na Letních olympijských hrách 1976. Po olympiádě přestoupil k profesionálům, v letech 1977–1995 vybojoval 46 zápasů s bilancí 26 výher, 17 porážek a tři remízy. Po překvapivém vítězství nad Muhammadem Alim 15. února 1978 v Las Vegas se stal mistrem světa v těžké váze uznávaným všemi organizacemi. O titul přišel po sedmi měsících v odvetě, kterou Ali vyhrál na body. V roce 1981 vyzval k zápasu o titul mistra světa Larryho Holmese, prohrál technickým K. O. ve třetím kole. V letech 1985–1986 a 1987–1988 byl americkým kontinentálním šampiónem podle World Boxing Council.
Věnoval se také wrestlingu, v roce 1992 se stal mistrem světa organizace Frontier Martial-Arts Wrestling.
Profesionálními mistry světa v boxu byli i jeho mladší bratr Michael Spinks a syn Cory Spinks.